# Denís Hàrmaix
Denís Hàrmaix (català: Денис Вікторович Гармаш, Denys Viktorovych Harmash, nascut el 19 d'abril de 1990 a Milove, òblast de Luhansk, Ucraïna SSR, Unió Soviètica) és un jugador ucraïnès de futbol. És migcampista i juga pel FC Dinamo de Kíiv a la Lliga ucraïnesa de futbol.
El 7 d'octubre de 2011, Hàrmaix va fer el seu debut amb la selecció del seu país en la victòria per 3 a 0 contra la selecció de futbol de Bulgària en un partit amistós.

## Internacional
Ha estat internacional amb la selecció de futbol d'Ucraïna, ha jugat 12 partits internacionals.

## Clubs
| Club           | País    | Any    |
| -------------- | ------- | ------ |
| FC Dinamo Kíiv | Ucraïna | 2007 - |

## Palmarès
FC Dinamo Kíiv
- Lliga Premier d'Ucraïna: 2008-09
- Supercopa d'Ucraïna: 2011